# Asan-myeon
Asan-myeon (koreanska: 아산면)  är en socken i den sydvästra delen av Sydkorea, 240 km söder om huvudstaden Seoul. Den ligger i kommunen Gochang-gun i provinsen Norra Jeolla.